# 图林根
圖林根自由邦（德語：Freistaat Thüringen，發音：[ˈfʁaɪʃtaːt ˈtyːʁɪŋən]），通称图林根州，是德国十六个联邦州之一，面积16,200平方公里，在联邦中列第十一位；人口245万，列第十二位。首府为埃尔福特。图林根绿色植被覆盖良好，加之位于德国中部，被称作“德国的绿色心臟”。

## 地理
图林根的边界由北顺时针数起包括下萨克森、萨克森-安尔哈特、萨克森、巴伐利亚和黑森。境內主要城市包括埃尔福特（20万人）、格拉（11万人）、耶拿（10.3万人）、魏瑪（6.4万）、哥达（5万人）、苏尔（4.67万人）、诺德豪森（4.5万人）和艾森纳赫（4.42万人）。
图林根境內最著名的地貌是位于南部的图林根森林（Thüringer Wald），为一个山脉。西北部包括哈茨山脉的一小部分。东部普遍是平原地带。萨勒河由南到北流过该片平原。
图林根境內，劃分成17个县（Landkreise）:
| 1. 阿尔滕堡县 2. 艾希斯费尔德县 3. 哥达县 4. 格赖茨县 5. 希尔德堡豪森县 6. 伊尔姆县                          | 1. 基夫霍伊瑟县 2. 诺德豪森县 3. 萨勒-霍尔茨兰县 4. 萨勒-奥拉县 5. 萨尔费尔德-鲁多尔施塔特县 6. 施马尔卡尔登-迈宁根县 | 1. 瑟默达县 2. 松讷贝格县 3. 翁斯特鲁特-海尼希县 4. 瓦尔特堡县 1. 魏瑪縣 |
| 另設有5个不属于任何县的非县辖城市： 1. 埃尔福特（EF） 2. 格拉（G） 3. 耶拿（J） 4. 苏尔（SHL） 5. 魏瑪（WE） | |                                                                          |
| Map of Thuringia showing the boundaries of the districts                                                     | |                                                                          |

## 历史

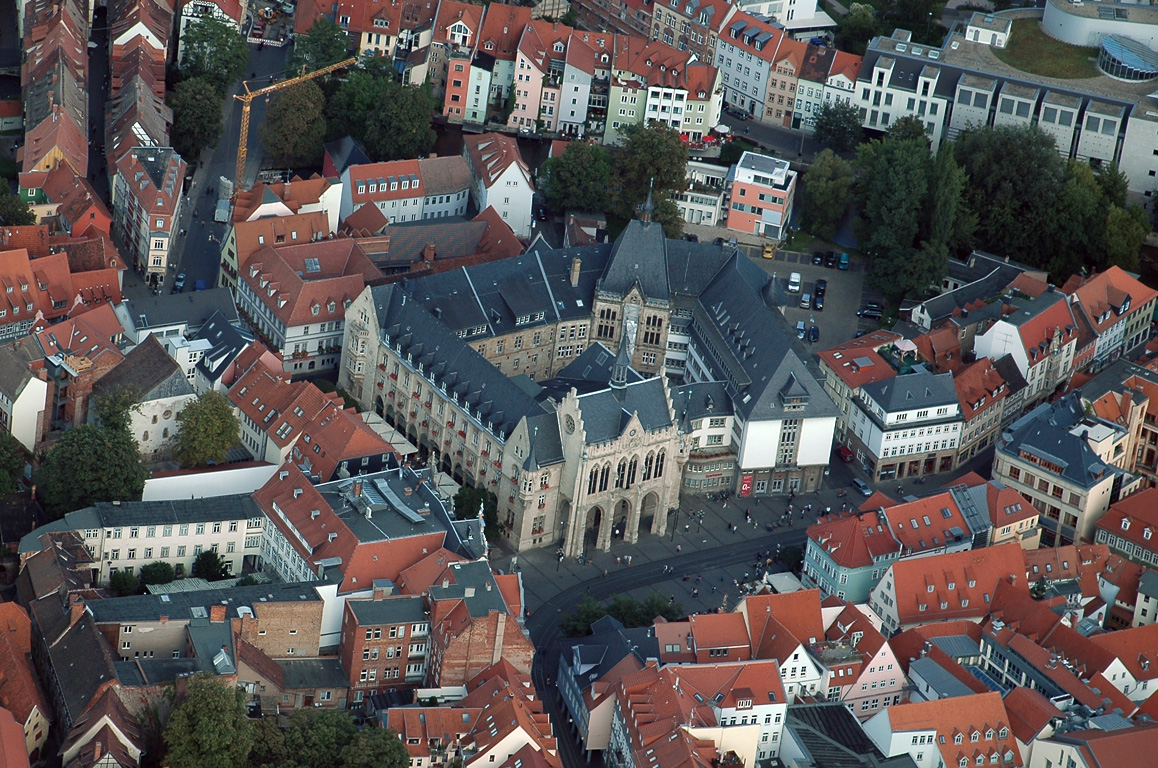
本區第一大城埃尔福特

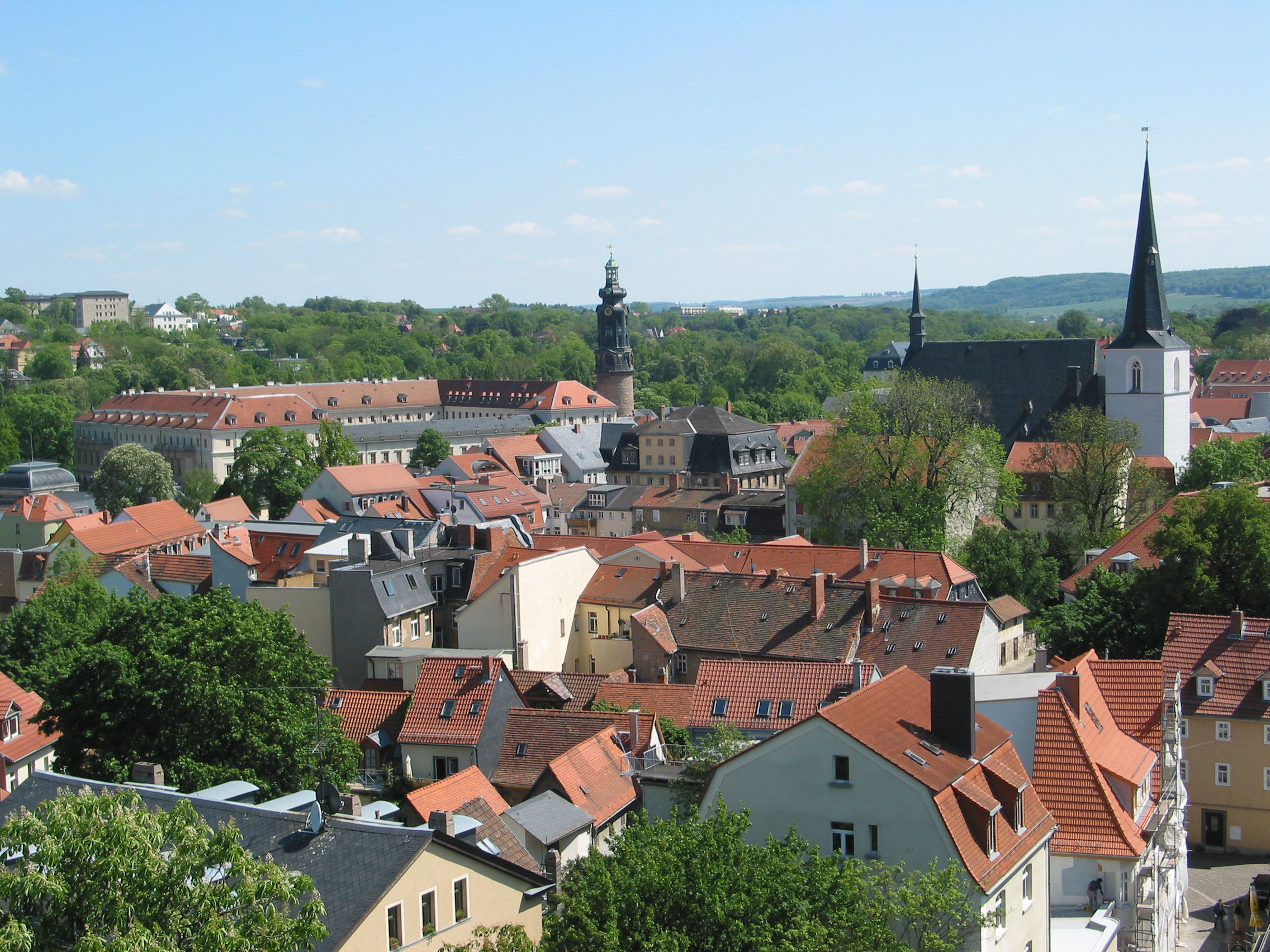
魏玛

图林根是取名于公元三世纪在此定居的图林根人，图林根于公元六世纪受法兰克人统治，成为日后的神圣罗马帝国的一部分。
1247年，统治圖林根的伯爵绝嗣，隨即爆發了图林根王位继承战争（1247年-1264年）。戰後，图林根的西半部独立成为了黑森，從此再也未能重新成为图林根的一部分；剩余的大部分图林根由附近迈森藩国的维丁王朝统治，是以后萨克森公国及萨克森王国的核心。维丁王朝于1485年分裂，图林根由該王朝的恩斯特系继承；日後又依据萨克森传统，在男性继承人中划分继承权（即薩利克繼承法），将土地细分为一系列邦国，史稱维丁家族恩斯廷系诸邦国。這些恩斯廷系邦國，包括薩克森-魏玛、萨克森-艾森纳赫、萨克森-耶拿、萨克森-迈宁根、萨克森-阿尔滕堡、萨克森-科堡和萨克森-哥达，「图林根」成为了一个地理概念。
在1806年由拿破仑主導的莱茵联邦里，產生了一系列的领土变更，并在日後由歐洲各國參與的维也纳会议（1814-15年）中，建立了德意志邦联而得到确定。1871年，普魯士國王威廉一世成立德意志帝国，此時所谓的图林根邦国，包括萨克森-魏玛-艾森纳赫、萨克森-迈宁根、萨克森-阿尔滕堡、萨克森-科堡-哥达等国。
在一战后1920年所成立的魏玛共和国，这些微细的图林根邦国合并成立一个邦，称为图林根；其中萨克森-科堡经公民投票，另行加入巴伐利亚。威瑪成为图林根的新首府。
在1945年7月，图林根為苏联紅軍占领；由被解散的普鲁士邦劃入萨克森省諸城市，例如埃爾福特、米尔豪森和诺德豪森等地。埃爾福特成为图林根的新首府。
1952年，德意志民主共和国解散統治下各邦，另行组织行政区（Bezirke）代替。圖林根境內由新成立的三个行政区埃爾福特、格拉和苏尔取代。
1990年，兩德统一，原屬東德的图林根三個行政區在轻微修改原有边界后重新恢复成為一个邦。

## 政治

### 选举
在图林根，基民盟在选民中获得的支持率较其他大部分州份为低。2014年图林根州议会选举中，虽然基民盟保住了图林根州议会第一大党的位置，但是仅获得31.2％的选票；左翼党凭借27.4％的选票成为了该州的第二大党；社民党、自民党和绿党分别获得了18.5％、7.6％和6.2％的选票，自民党和绿党均在15年之后，再次获得了州议会的席位。由于社民党与基民盟联合起来的得票率低于50%，在此次选举后社民党选择与左翼党、绿党组成左翼执政联盟。左翼党的波多·拉梅洛出任新一任州长，成为1990年两德合并后全德首位来自左翼党的州长。

### 图林根邦總理列表
1. 1920年 - 1921年：Arnold Paulssen（德国民主党）
2. 1921年 - 1923年：August Frölich（德国社会民主党）
3. 1924年 - 1928年：Richard Leutheußer（德国人民党，已解散）
4. 1928年 - 1929年：Karl Riedel（德国人民党，已解散）
5. 1929年：Arnold Paulssen（德国民主党）
6. 1930年 - 1932年：Erwin Baum（德国农民党，已解散）
7. 1932年 - 1933年：Fritz Sauckel（國家社會主義工人黨，即纳粹党）
8. 1933年 - 1945年：Willy Marschler（國家社會主義工人黨，即纳粹党）
9. 1945年：Hermann Brill（德国社会民主党）
10. 1945年 - 1947年：Rudolf Paul（起初无党派，之后加入德国自由民主党）
11. 1947年 - 1952年：Werner Eggerath（德国统一社会党）
12. 1990年 - 1992年：Josef Duchac（德国基督教民主联盟）
13. 1992年 - 2003年：Bernhard Vogel（德国基督教民主联盟）
14. 2003年 - 2009年：Dieter Althaus（德国基督教民主联盟）
15. 2009年 - 2014年：Christine Lieberknecht（德国基督教民主联盟）
16. 2014年 - 2020年：波多·拉梅洛（德国左翼党）
17. 2020年：Thomas Kemmerich（自由民主黨）
18. 2020年至今:波多·拉梅洛（德国左翼党）